# Provincia de Azerbaiyán Oriental
Azerbaiyán Oriental (en azerí: Şərqi Azərbaycan, en persa: آذربایجان شرقی, Âzârbâiŷân-e Šarqi;) es una de las 31 provincias de Irán. Está al noroeste del país, fronteriza con la república de Azerbaiyán. Su capital es Tabriz.
En Qarajadag (Arasbaran), es decir, la región entre el río Aras y la cordillera de Sabalan, hay seis tribus musulmanas chiitas de habla turca de origen kurdo: Chalabianlu, Muhammadkhanlu, Hajialilu, Hassenbeiglu, Husseinkhanlu y Qarachorlu.

## Geografía

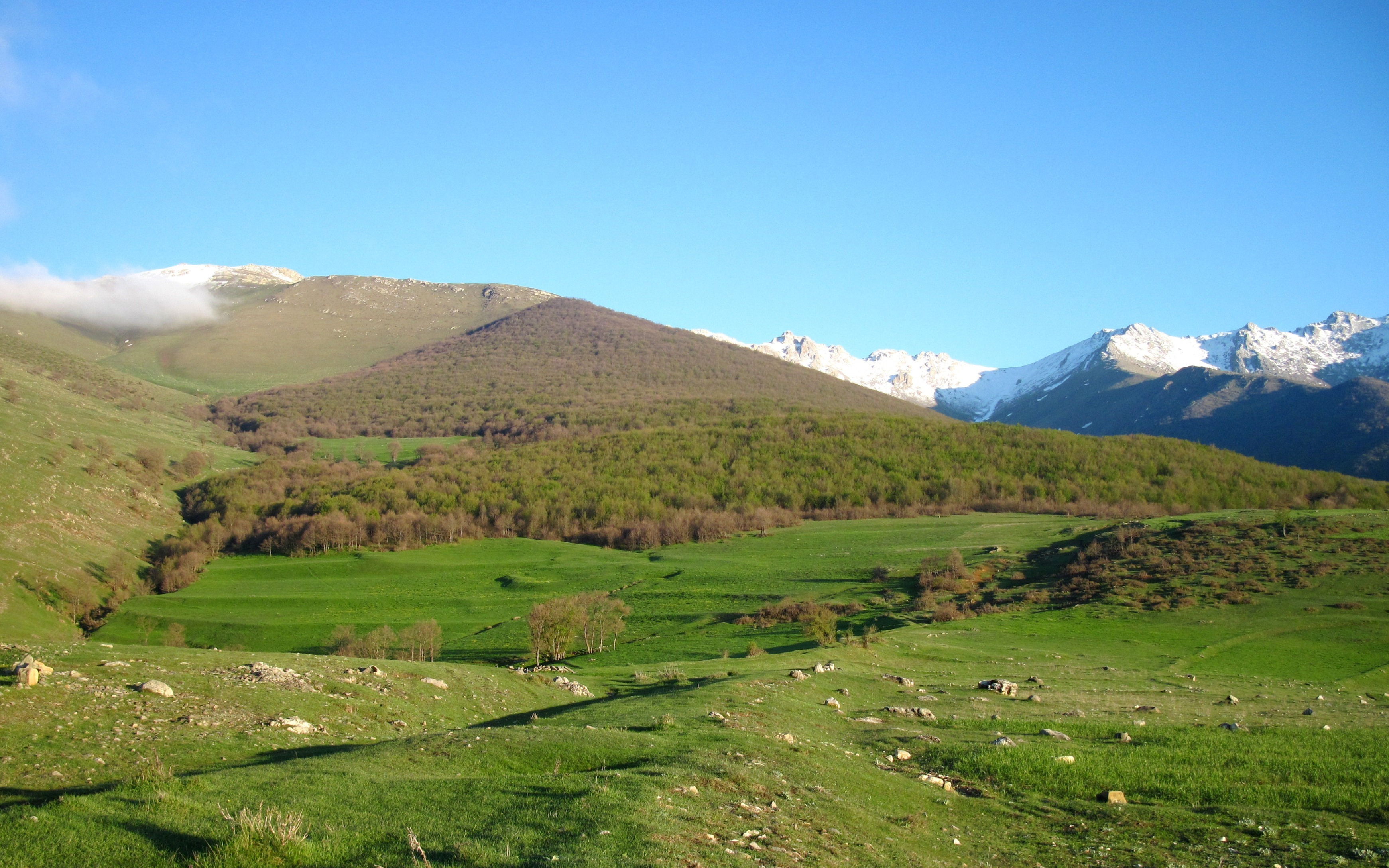
Paisaje en la provincia

La provincia de Azerbaiyán Oriental abarca un área de 47 830 km². La provincia mantiene frontera al norte con las repúblicas de Azerbaiyán y Armenia.
La provincia alcanza su mayor elevación con el monte Sahand de 3722 m de altura, que se ubica al sur de Tabriz. El área de menor altitud se mantiene alrededor de Garmaduz (Ahar), La provincia tiene cadenas montañosas que se clasifican en tres sectores: los Montes Qara Daq, los Montes Sahand y Bozqush, y los Montes Qaflan Kuh.

## División política

Condados de Azerbaiyán Oriental

Azerbaiyán Oriental está conformado por municipios, establecidos en 1996:
- Ahar (اهر)
- Ayabshir (عجب شیر)
- Azarshahr (آذرشهر)
- Bonab (بناب)
- Bostanabad (بستان آباد)
- Charavimaq (چاراویماق)
- Hashtrud (هشترو)
- Herís (هریس)
- Yolfá (جلفا)
- Kaleibar (کلیبر)
- Malekán (ملکان)
- Marand (مرند)
- Maraghé (مراغه)
- Miané (میانه)
- Oskú (اسکو)
- Sarab (سراب)
- Shabestar (شبستر)
- Tabriz (تبریز)
- Varzghán (ورزقان)